# Anophiodes indistincta
Anophiodes indistincta là một loài bướm đêm trong họ Noctuidae.